# Tinció de Gram

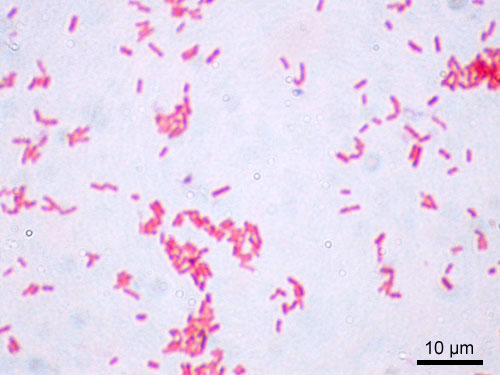
Cèl·lules dEscherichia coli, Gram (-), vistes mitjançant microscòpia òptica amb tinció de Gram

La tinció de Gram és un tipus de tinció diferencial emprada en microbiologia per a la visualització de bacteris en preparacions microscòpiques. Deu el seu nom a Hans Christian Gram, bacteriòleg danès que desenvolupà la tècnica el 1884. S'utilitza indistintament tant per a referir-se a la morfologia cel·lular bacteriana com també per al 1r pas en la diferenciació bacteriana, considerant-se bacteris grampositius als que es visualitzen de color violeta i bacteris gramnegatiu als que ho fan de color rosa.

## Protocol

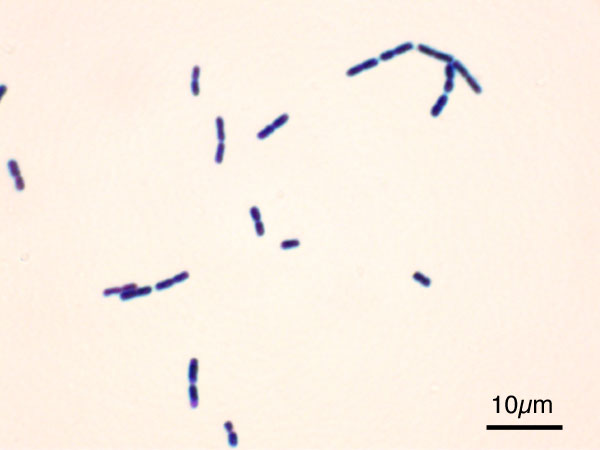
Cèl·lules de Bacillus cereus, bacteri Gram(+), vistes mitjançant microscopia òptica amb tinció de Gram(Gram +)

Després de diluir el bacteri en una gota d'aigua i fixar-la amb calor lleu, s'han de seguir els següents passos seqüencialment: 
1. Fixar les cèl·lules amb calor
2. Afegir blau violeta (cristall violeta) i esperar 1 minut i mig. (Morats/grampositiu).
3. Esbandir amb aigua.
4. Afegir lugol i esperar 1 minut.
5. Esbandir amb aigua.
6. Afegir alcohol d'acetona.
7. Esbandir amb molta aigua.
8. Afegir safranina i esperar 1 minut. (Rosades/Gram Negatiu).
9. Esbandir amb aigua.

### Explicació
El primer pas en qualsevol tinció ha de ser sempre la fixació amb calor. Després, en afegir el cristall violeta, aquest ingressa a totes les cèl·lules bacterianes, tant Gram positives com Gram negatives.
El Lugol està format per I₂ (iode) en equilibri amb KI (iodur de potassi), el qual està present per a solubilitzar el iode. El I₂ entra en les cèl·lules i forma un complex insoluble en solució aquosa amb el cristall violeta.
La mescla d'alcohol-acetona que s'agrega, serveix per a la descoloració, ja que en la mateixa és soluble el complex I₂/cristall violeta. Els organismes Gram positius no es decoloren, mentre que els gramnegatius si ho fan.
Per a posar de manifest les cèl·lules Gram negatives s'utilitza una coloració de contrast. Habitualment és un colorant de color roig, com la safranina o la fucsina bàsica. Després de la coloració de contrast les cèl·lules Gram negatives es veuen roges, mentre que les grampositives romanen blaves.
La safranina pot o no usar-se, no és crucial per a la tècnica. Serveix per a fer una tinció de contrast que posa de manifest els bacteris Gram negatius. Al terme del protocol, els grampositius es veuran blau-violades i els gramnegatius, es veuran roses, si no s'ha fet tinció de contrast; o roges, si es va usar, per exemple, safranina.

### Observacions
- Sempre que es realitza el protocol, és fonamental realitzar el tractament amb cristall violeta abans de fer el tractament amb iode. El iode, en absència del cristall violeta, té poca afinitat per les cèl·lules, per la qual cosa es perd en els successius esbandits.
- El procés de descoloració no ha de ser extens, i ha de respectar-se el protocol quant al temps designat per a aquests. Així mateix, s'ha de fer servir poca aigua per a evitar la pèrdua de tinció dels gramnegatius.
- En treballar amb cultius de més de 24 hores, no es pot garantir la integritat de la paret cel·lular d'aquests, i llavors el complex cristall violeta/iode pot no ser retingut.

## Utilitats
En l'anàlisi de mostres clíniques sol ser un estudi fonamental per complir diverses funcions:
- Identificació preliminar del bacteri causal de la infecció.
- Utilitat com a control qualitat de l'aïllament bacterià. Els morfotips bacterians identificats en la tinció de Gram es deuen correspondre amb aïllaments bacterians realitzats en els cultius. Si s'observen nombre més gran de formes bacterianes que les aïllades cal reconsiderar els mitjans de cultius emprats així com l'atmosfera d'incubació.

A partir de la tinció de Gram poden distingir-se diversos morfotipus distints:
- Els cocs són de forma esfèrica. Poden aparèixer aïllats després de la divisió cel·lular (micrococs), aparèixer per parells (diplococs), formar cadenes (estreptococs), o agrupar-se de manera irregular (estafilococs).

- Els bacils posseeixen forma allargada. En general, solen agrupar-se en forma de cadena (estreptobacils) o en palissada.
- També poden distingir-se les espirals, que es classifiquen en:
  - Espirils si són de forma rígida o
  - Espiroquetes si són blanes i ondulades.
- Si al contrari, posseeixen forma de "coma", o corbats, llavors se'ls designa vibrions.

## Fonament teòric
La tècnica es basa en les diferències entre les parets cel·lulars dels bacteris grampositius i gramnegatius.
La paret cel·lular dels bacteris Grampositius posseeix una gruixuda capa de peptidoglicà, a més de dues classes d'àcids teicoics: Ancorat en la cara interna de la paret cel·lular i unit a la membrana plasmàtica, es troba l'àcid lipoteicoic, i més en la superfície, l'àcid teicoic que està ancorat només en el peptidoglicà, també conegut com a mureïna.
Al contrari, la capa de peptidoglicà dels gramnegatius és prima, i es troba unida a una segona membrana plasmàtica exterior, de composició diferent de la interna, per mitjà de lipoproteïnes. La membrana exterior està feta de proteïna, fosfolípids i lipopolisacàrids.
Per tant, ambdós tipus de bacteris es tenyeixen diferencialment a causa d'aquestes diferències constitutives de la seva paret. La clau és el peptidoglicà, ja que és el material que confereix la seva rigidesa a la paret cel·lular bacteriana, i els Grampositius el posseeixen en molta major proporció que els Gramnegatius.
La diferència que s'observa en la resistència a la descoloració, es deu al fet que la membrana externa dels Gramnegatius és soluble en dissolvent orgànic, com per exemple la mescla d'alcohol/acetona. La capa de peptidoglicà que posseeix és massa prima per a poder retenir el complex de cristall violeta/iode que es va formar prèviament i, per tant, aquest complex s'escapa, perdent-se la coloració blava. Però al contrari, els Grampositius, en posseir una paret cel·lular més resistent i amb major proporció de peptidoglicans, no són susceptibles a l'acció del solvent orgànic, sinó que aquest actua deshidratant els porus tancant-los, la qual cosa impedeix que el complex cristall violeta/iode pugui escapar-se, mantenint així la coloració blava.